# Koundé
Pour les articles homonymes, voir Koundé (homonymie).
Koundé est une localité de République centrafricaine, ainsi qu'une des 16 communes de la préfecture de Nana-Mambéré. Sa population s'élève à 9694 habitants.

## Géographie
La localité de Koundé est située à une altitude moyenne de 1 051 m dans la haute vallée de la Mambéré. 
Comme dans la majeure partie de la préfecture, le climat est de type tropical chaud et humide, soudano-oubanguien, avec 7 mois de saison des pluies autour du solstice d'été (avril à octobre), 2 mois d'intersaison et trois mois de saison sèche autour du solstice d'hiver (décembre à février).

## Histoire
- Fin 1892, l'explorateur français De Brazza établit son quartier général à Koundé[2].
- En 1896, la localité est le chef-lieu d'une subdivision du Congo français, à partir de 1907 le chef-lieu est transféré à Baboua.

## Administration
La commune de Koundé, frontalière du Cameroun au nord et à l’est, dépend de la sous-préfecture de Baboua.
Elle compte 38 villages recensés en 2003 : Alim 1, Alim 2, Banou-Kombo, Boendeng, Boendeng 2, Boendeng 4, Boendeng3, Boumawen, Boutang Kaladi, Bowantoa, Bozanforo, Cantonnier1, Cantonnier2, Croisement Kounde, Dolle, Douagouzou, Douala, Gale, Gbanbong, Gbassome-Ngodo, Gbougoui, Gounte, Haoussa, Kobira, Kpetene1, Kpetene2, Kpokia, Lai, Lokoti Zaoronou, Mbartoua, Mboedeing 5, Mbolagale, Ndikaka, Petit Koundé, Sango, Simon,
Zaoro Feke, Zaoro Patou.

## Éducation
La commune compte une école publique à Koundé et une école privée à Mbartoua Ngaguéné.

## Santé
La commune située dans la zone sanitaire de Baboua-Abba dispose de deux centres de santé à Koundé et à Cantonnier et un poste de santé à Mbartoua.